# Port de la Concorde
Le port de la Concorde est une voie située dans le quartier des Champs-Élysées du 8e arrondissement de Paris, en France.

## Situation et accès

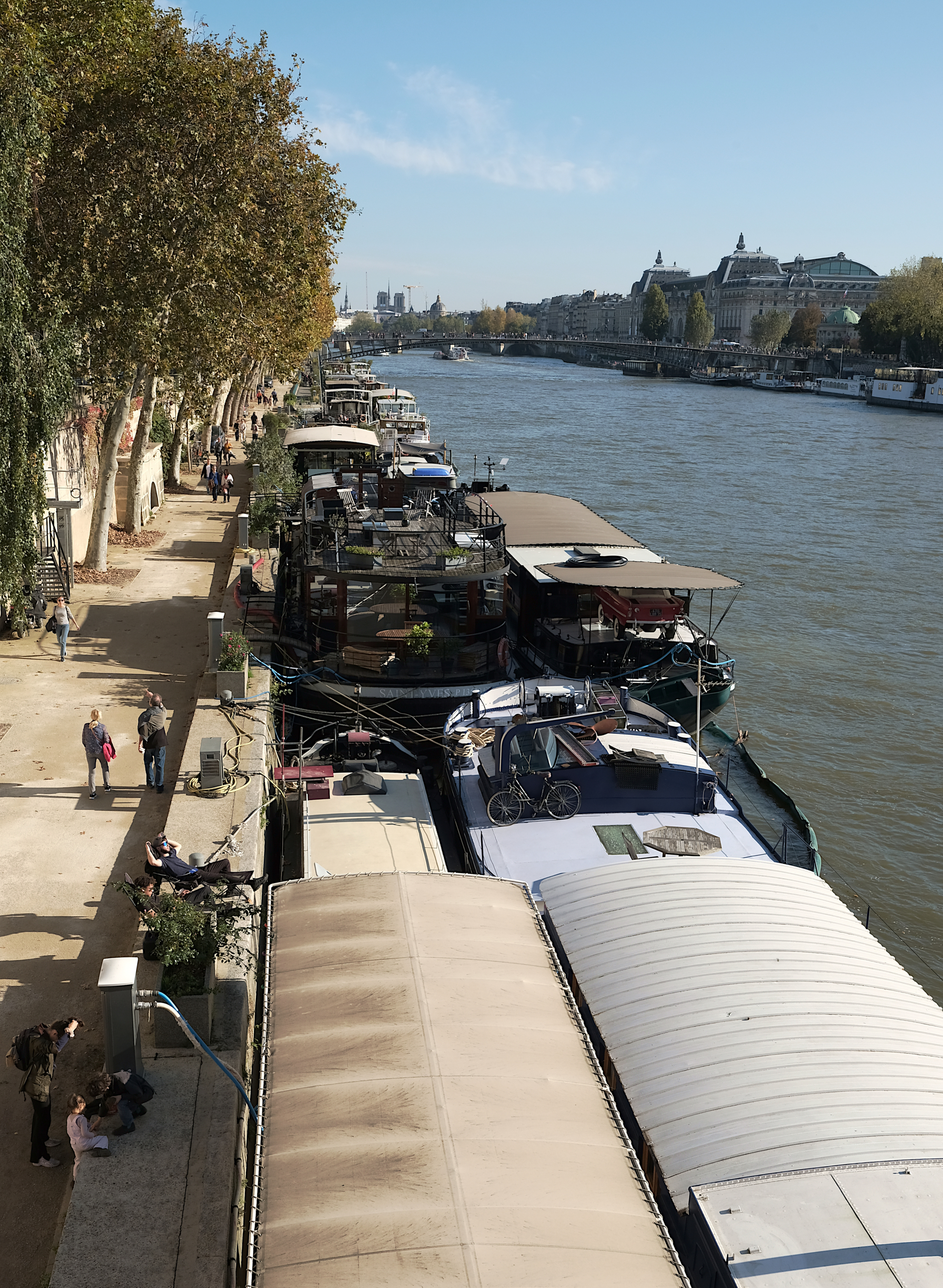
Le port en octobre 2024.

Le port de la Concorde est situé le long de la Seine, en contrebas de la place de la Concorde et du quai des Tuileries. Il rejoint à l'ouest, le port des Champs-Elysées, et à l'est, le port des Tuileries.

## Origine du nom
Cette voie tient son nom en raison de son voisinage avec le pont de la Concorde.

## Historique

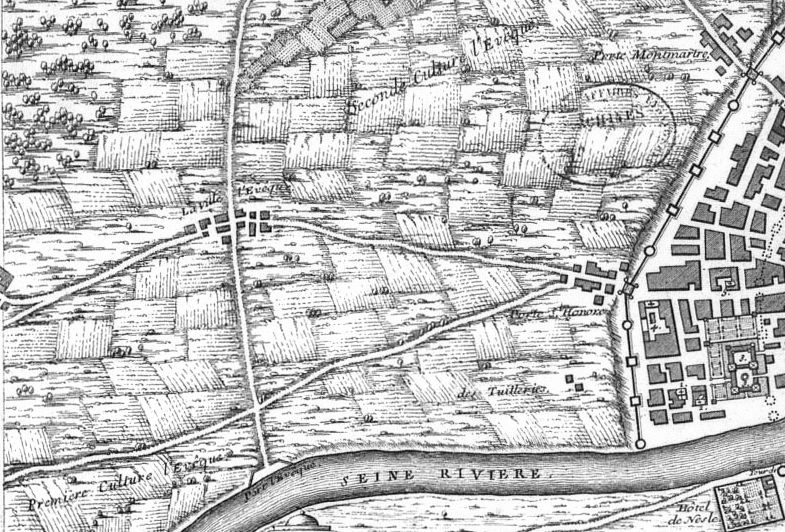
La Ville l'Évêque et le port l'Evêque sur un plan de 1705 reconstituant, d'après les archives, le Paris de 1383.

Anciennement dénommé « port l'Évêque », car il desservait le hameau médiéval parisien de La Ville l'Évêque, la voie prend sa dénomination actuelle par un décret préfectoral du 18 juillet 1905.

## Bâtiments remarquables et lieux de mémoire
- Le port est en contrebas de la place de la Concorde.